# Strímvelis
La fracción celular autóloga enriquecida con CD34+ que contiene células CD34+ transducidas con un vector retroviral que codifica para la secuencia de ADNc de ADA humana, comercializada bajo la marca Strimvelis, es un medicamento utilizado para tratar la inmunodeficiencia combinada grave debida a la deficiencia de adenosina deaminasa (ADA-SCID).
La ADA-SCID es una enfermedad hereditaria rara en la que hay un cambio (mutación) en el gen necesario para producir una enzima llamada adenosina deaminasa (ADA).Como resultado, las personas carecen de la enzima ADA.Dado que la ADA es esencial para mantener sanos los linfocitos (glóbulos blancos que combaten las infecciones), el sistema inmunitario de las personas con ADA-SCID no funciona correctamente y, sin un tratamiento eficaz, rara vez sobreviven más de dos años.
Strimvelis es la primera terapia génica autóloga ex vivo aprobada por la Agencia Europea de Medicamentos (EMA). 

## Usos médicos
Strimvelis está indicado para el tratamiento de personas con inmunodeficiencia combinada grave por déficit de adenosina deaminasa (ADA-SCID), para las que no se dispone de un donante de células madre emparentado adecuado compatible con el antígeno leucocitario humano (HLA). 

## Tratamiento
El tratamiento es personalizado para cada persona; Las células madre hematopoyéticas (HSC) se extraen de la persona y se purifican para que solo queden células que expresen CD34. Esas células se cultivan con citoquinas y factores de crecimiento y a continuación se transducen con un gammaretrovirus que contiene el gen la  adenosina desaminasa humana y luego se reinfunden en la persona. Estas células arraigan en la médula ósea de la persona, se replican y crean células que maduran y crean la proteína adenosina desaminasa que funciona normalmente, resolviendo el problema.    En abril de 2016, las células transducidas tenían una vida útil de aproximadamente seis horas. 
Antes de la extracción, se trata a la persona  con factor estimulante de colonias de granulocitos para aumentar la cantidad de células madre y mejorar la extracción; después de eso, pero antes de la reinfusión, se trata a la persona con busulfán o melfalán para eliminar el mayor número posible de células madre hematopoyéticas existentes en la persona y aumentar así las posibilidades de supervivencia de las nuevas células. 

## Efectos secundarios
El efecto secundario más común es la pirexia (fiebre). 
Los efectos secundarios graves pueden incluir efectos relacionados con la autoinmunidad (cuando el sistema inmunitario ataca a las células del propio organismo), como anemia hemolítica (recuento bajo de glóbulos rojos debido a su descomposición demasiado rápida), anemia aplásica (recuento bajo de glóbulos rojos debido a una médula ósea dañada), hepatitis (inflamación del hígado), trombocitopenia (recuento bajo de plaquetas) y síndrome de Guillain-Barré (daño a los nervios que puede provocar dolor, entumecimiento, debilidad muscular y dificultad para caminar).
La leucemia es un riesgo del tratamiento con Strimvelis. 

## Historia
El tratamiento fue desarrollado en el Instituto Telethon de Terapia Génica San Raffaele y desarrollado por GlaxoSmithKline (GSK) a través de una colaboración en 2010 con la Fondazione Telethon y el Ospedale San Raffaele. GSK, en colaboración con la empresa de biotecnología MolMed S.p.A., desarrolló un proceso de fabricación que hasta entonces solo era apto para ensayos clínicos y que ha demostrado ser sólido y apto para el suministro comercial.En abril de 2016, un comité de la Agencia Europea de Medicamentos (EMA) recomendó la autorización de comercialización para su uso en niños con deficiencia de adenosina deaminasa, para los que no se dispone de un donante de células madre hematopoyéticas compatible, sobre la base de un ensayo clínico que arrojó una tasa de supervivencia del 100 %; la mediana del tiempo de seguimiento fue de 7 años tras la administración del tratamiento.El 75% de las personas que recibieron el tratamiento no necesitaron más terapia de sustitución enzimática. Los esfuerzos habían comenzado 14 años antes. El número total de niños tratados fue de 22 y 18, respectivamente. Alrededor del 80% de los pacientes no tenían un donante compatible. Strimvelis fue aprobado por la Comisión Europea el 27 de mayo de 2016.
En 2016, el único centro autorizado para fabricar el tratamiento era MolMed. 
En 2017, GSK anunció que estaba buscando vender la empresa que fabricaba Strimvelis, y en marzo de 2018, GSK vendió Strimvelis a Orchard Therapeutics Ltd.; hasta ese momento solo había habido cinco ventas del producto. 

## Sociedad y cultura
La afección afecta a unas 14 personas al año en Europa y 12 en EE. UU. 

### Economía
El precio del tratamiento se fijó en 594.000 euros, el doble del coste anual de las inyecciones de terapia de sustitución enzimática. La terapia de sustitución enzimática para la ADA requiere inyecciones semanales y cuesta unos 4,25 millones de dólares por paciente a lo largo de diez años. 

### Nombres
Strimvelis es la marca.  El nombre común es fracción de células autólogas enriquecidas con CD34+ que contiene células CD34+ transducidas con un vector retroviral que codifica la secuencia de ADNc de ADA humana . 

## Otras lecturas
- «Strimvelis for treating adenosine deaminase deficiency–severe combined immunodeficiency». NICE. 7 de febrero de 2018.
- Aiuti A, Roncarolo MG, Naldini L (June 2017). «ex vivo gene therapy in Europe: paving the road for the next generation of advanced therapy medicinal products». EMBO Molecular Medicine 9 (6): 737-740. PMC 5452047. PMID 28396566. doi:10.15252/emmm.201707573.
- South E, Cox E, Meader N, Woolacott N, Griffin S (June 2019). «® for Treating Severe Combined Immunodeficiency Caused by Adenosine Deaminase Deficiency: An Evidence Review Group Perspective of a NICE Highly Specialised Technology Evaluation». PharmacoEconomics - Open 3 (2): 151-161. PMC 6533345. PMID 30334168. doi:10.1007/s41669-018-0102-3.